# Грошань (Прахова)
Грошань, Грошані (рум. Groșani) — село у повіті Прахова в Румунії. Адміністративно підпорядковане місту Сленік.
Село розташоване на відстані 90 км на північ від Бухареста, 34 км на північ від Плоєшті, 52 км на південний схід від Брашова.

## Населення
За даними перепису населення 2002 року у селі проживала 2101 особа, усі — румуни. Усі жителі села рідною мовою назвали румунську.